# The Cataracs
The Cataracs è stato un duo e progetto musicale statunitense di produzione hip-hop ed electro-pop formatosi a Berkeley (California) composto dal cantante e produttore Nile "Cyranizzy" Hollowell-Dhar e dal cantautore David "Campa" Benjamin Singer-Vine.
Il duo ha iniziato come gruppo indipendente durante i loro anni alla Berkley High School, per poi firmare con l'etichetta Indie-Pop. Nel 2008 hanno scoperto la cantante Dev e saranno proprio loro ad inserirla nell'industria musicale. Nel 2010, insieme, hanno prodotto Like a G6 con i Far East Movement che ha raggiunto il primo posto nella Billboard Hot 100 e la vetta in moltissimi paesi europei.
Nel 2013 il duo decide di prendersi una pausa, entrambi i membri continueranno la loro carriera da solisti (Hollowell-Dhar con l'alias KSHMR e Singer-Vine come "Campa" e "Momma").

## Carriera

### Primi anni
I membri del duo di Berkeley si sono conosciuti alla Berkley High School quando frequentavano il secondo anno. Singer-Vine aveva collaborato per un CD rap che passava per tutto il campus. Quando Dhar ascoltò il CD i due divennero amici e decisero di fondare quello che diventerà The Cataracs (nome preso dalla frase "Who smoke 'til your eyes get cataracs" della canzone di Snoop Dogg What's my name Pt.2).
Nell'estate del 2006 il duo ha distribuito il suo primo album Technopop Vol.1. Nel 2008 scoprono su Myspace la cantante statunitense Dev, saranno proprio loro a lanciarla nell'industria musicale producendo per lei molto materiale tra cui l'interno album di debutto The Night the Sun Came Up pubblicato nel 2012.
Nel 2013 il duo deciderà di prendersi una pausa, entrambi intraprenderanno carriere musicali diverse.

### KSHMR
Dal 2014 Niles Hollowell-Dhar produce tracce sotto l'alias KSHMR. Collaborerà anche con produttori e cantanti di spessore nel mondo dell'elettronica come per esempio Dillon Francis, Tiësto, R3hab e molti altri. La maggior parte delle sue produzioni sono state pubblicate dalla Spinnin' Records.
KSHMR si mostrerà per la prima volta al pubblico durante il dj-set di Tiësto all'Ultra Music Festival 2015 di Miami del 27 marzo.

## Discografia

### Album in studio
- 2006 – Technopop Vol.1
- 2007 – Technopop Vol.2
- 2008 – The 13th grade
- 2009 – Song We Sung In Showers

### EP
- 2008 – Lingerie
- 2012 – Gordo Taqueria
- 2012 – Loud Xmas
- 2013 – Loud Science

### Singoli come artista principale
- 2009 – Club Love
- 2011 – Top of the World (feat. Dev)
- 2011 – Sunrise (feat. Dev)
- 2012 – All You (feat. Waka Flocka Flame & Kaskade)
- 2012 – Alcohol
- 2013 – Missed U 2 (feat. Petros)
- 2013 – Big Dipper  (feat. Luciana)
- 2013 – Hey Now  (feat. Martin Solveig e Kyle)
- 2013 – Dagger (feat. Trevor Simpson)

### Singoli come artista partecipante
- 2010 – Like a G6 (Far East Movement feat. The Cataracs e Dev)
- 2010 – Bass Down Low (Dev feat.The Cataracs)
- 2011 – Backseat (New Boyz feat.The Cataracs e Dev)